# Рей, Аугуст
А́угуст Рей (эст. August Rei; 22 марта 1886, Феллинский уезд, Лифляндская губерния — 29 марта 1963, Стокгольм) — эстонский государственный деятель, дипломат, Государственный старейшина Эстонской Республики (глава государства и правительства) в 1928—1929.

## Образование
Учился в Александровской гимназии в Юрьеве, выпускник Новгородской гимназии. Окончил юридический факультет Петербургского университета (1911), почётный доктор права Тартуского университета (1932).

## Социал-демократ
Участник революции 1905 года; был причастен к организации восстания на крейсере «Память Азова» в 1906 году. В 1912—1913 годах находился на военной службе, в 1913—1914 годах работал юристом в Вильянди. В 1914—1917 годах служил артиллерийским офицером в Русской императорской армии, в 1917 году участвовал в формировании эстонских национальных воинских частей.
Был одним из учредителей Эстонской социал-демократической рабочей партии, руководил её правым крылом; в 1906—1912 и в 1917—1919 годах был главным редактором газеты Sotsiaaldemokraat, а с 1927 по 1928 год — редактором «Народного слова».

## Государственный и общественный деятель
В 1918—1919 годах — министр труда и призрения Временного правительства Эстонии, заместитель премьер-министра, временно исполняющий обязанности министра образования. В 1919—1920 годах — председатель Учредительного собрания Эстонии. Депутат Рийгикогу (парламента) первого — пятого созывов.

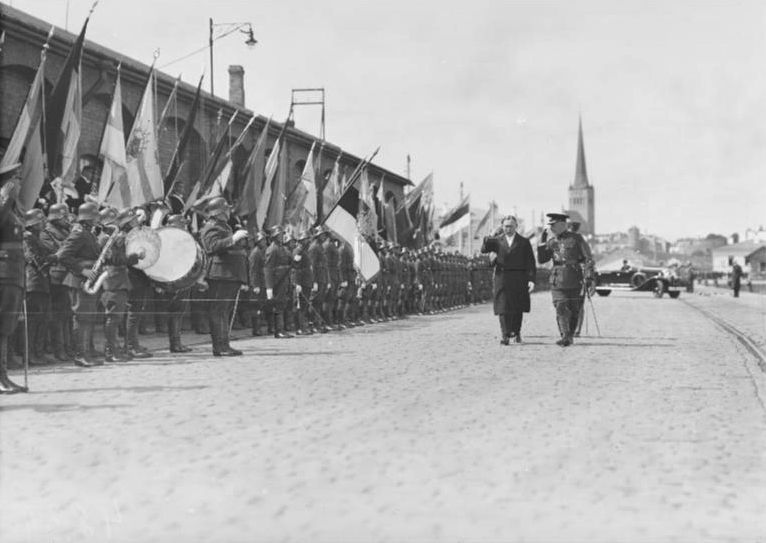
Аугуст Рей в гостях у курсантов Таллинской военной школы, 1928-1929 г.

С 4 декабря 1928 по 9 июля 1929 года — государственный старейшина Эстонии (глава государства и правительства).
В 1930—1934 гг. — председатель Таллинского городского совета. В 1932—1933 гг. — министр иностранных дел. До 1936 года занимался адвокатской практикой; был защитником Адо Бирка на судебном процессе в 1927 году. Награждён Крестом Свободы третьего разряда первой степени — за гражданские заслуги.
В 1934 году был кандидатом на пост государственного старейшины Эстонии вместе с Константином Пятсом, Йоханом Лайдонером и Андресом Ларкой, однако выборы не состоялись из-за государственного переворота, организованного Пятсом и Лайдонером, чтобы не допустить избрания правого кандидата Ларки.
Был председателем Эстонского рабочего музыкального союза и Таллинского рабочего музыкального общества, основателем Таллинского народного дома, Таллинского рабочего театра и Таллинского рабочего спортивного общества.
В 1936—1937 гг. — заместитель министра иностранных дел. В 1937—1938 гг. — заместитель председателя Эстонского общества внешней политики. В 1938—1940 гг. — посол Эстонии в СССР. Летом 1940 года смог уехать в Швецию, избежав тем самым ареста.

## Эмигрант
С 18 сентября по 20 сентября 1944 года — министр иностранных дел в правительстве Отто Тиифа, просуществовавшем два дня в период между отступлением германских войск из Таллина и его занятием советскими войсками. В современной эстонской историографии Правительство Отто Тиифа рассматривается как законное правительство Эстонии.
В 1945—1963 гг. был премьер-министром правительства Эстонии в изгнании и исполняющим обязанности президента республики.
В эмиграции возглавлял также Эстонский национальный фонд (1946—1949) и Эстонский национальный совет (1947—1963). Выступал в прессе как публицист.
Умер 29 марта 1963 года в Стокгольме. В августе 2006 года останки Аугуста Рея и его супруги Терезы были перезахоронены в Таллине на кладбище Метсакальмисту.